# 풍각초등학교
풍각초등학교는 대한민국 경상북도 청도군 풍각면 봉기리에 있는 초등학교다.

## 학교 연혁
- 1922년 5월 20일 풍각공립보통학교 개교
- 1938년 4월 1일 송서공립심상소학교로 개칭[1]
- 1941년 4월 1일 송서공립국민학교로 개칭[2]
- 1946년 3월 1일 풍각국민학교로 개칭
- 1986년 3월 1일 병설유치원 개원
- 1994년 3월 1일 풍각남부국민학교 통폐합
- 1995년 3월 1일 성곡분교 통폐합
- 1996년 3월 1일 풍각초등학교로 개칭[3]
- 2000년 3월 1일 풍각서부분교 통폐합
- 2010년 4월 9일 운암장학회 설립
- 2021년 3월 1일 제39대 진현식 교장 취임
- 2022년 2월 11일 제99회 졸업식(총 8,281명)
- 2022년 3월 1일 7학급 편성(남 48명, 여 36명)

## 학교 상징
- 교화 : 장미 - 손쉽게 꺾꽂이를 하여 정원수로 가꾸기에 알맞으며 화려하고 찬란한 모습은 아름다운 마음으로 착하고 슬기롭게 자라는 풍각어린이의 모습입니다.
- 교목 : 백송 - 교목인 백송은 줄기가 휜색을 띄어 백골송이라고도 하며, 희귀한 품종입니다. 늘 씩씩하고 건강하며 나라를 사랑하는 어린이가 되라는 뜻입니다.

## 참고 자료
- 풍각초등학교 - 한국교육학술정보원 학교알리미